# کریستین سیدل
کریستین سیدل (انگلیسی: Christiane Seidel؛ زادهٔ ۳ آوریل ۱۹۸۸) یک بازیگر اهل ایالات متحده آمریکا است.
از فیلم‌ها یا برنامه‌های تلویزیونی که وی در آن نقش داشته‌است می‌توان به گامبی وزیر اشاره کرد.